# Dymasius cuneatulus
Dymasius cuneatulus là một loài bọ cánh cứng trong họ Cerambycidae.